# Hubert Makel
Hubert Makel (* 12. September 1945; † 29. September 2019) war ein deutscher Fußballtorwart.

## Karriere
Makel begann mit dem Fußball beim Kölner Stadtteilverein SC Brück. Er stand schon seit einigen Jahren in Diensten von Bayer 04 Leverkusen, als er in der Saison 1976/77 in der 2. Bundesliga zu seinem Debüt im Profifußball kam. Am 25. Spieltag wurde er zur zweiten Halbzeit beim Spiel gegen den SV Arminia Hannover beim Stand von 0:3 für Stammtorhüter Fred-Werner Bockholt eingewechselt. Das Spiel endete 1:4. Bis zum Saisonende bestritt Makel alle weiteren Spiele, Bayer belegte Platz 10, in der Folgesaison bestritt er 20 Spiele; es wurde Platz 8 in der Abschlusstabelle belegt. In der Saison 1978/79 errang Bayer die Meisterschaft in der Nordstaffel und stieg in die Bundesliga auf. Makel kam nicht zum Zuge, sein Konkurrent Bockholt erhielt in allen Saisonspielen das Vertrauen von Trainer Willibert Kremer. Auch in den folgenden Jahren war Bockholt die Nummer eins zwischen den Pfosten. Makel vertrat ihn lediglich, so dass er zu fünf Einsätzen im Oberhaus des deutschen Fußballs kam. Nach dem Abschied 1981 vom Bundesligafußball ging Makel zunächst zum Bonner SC und kehrte später zu seinem Heimatverein SC Brück zurück, mit dem er bis in die Oberliga Nordrhein aufstieg und 1994 noch im Alter von 48 Jahren zwischen den Pfosten stand.
Hubert Makel war Mittelrhein-Auswahlspieler und gehörte der Bayer 04 Traditionsmannschaft an. Makel starb in der Nacht vom 28. auf den 29. September 2019 nach langer, schwerer Krankheit.